# Classification de la Bibliothèque du Congrès
La classification de la Bibliothèque du Congrès (en anglais Library of Congress Classification ou LCC, parfois écrit LOC,,) est un système de classification mis au point et utilisé par la Bibliothèque du Congrès. Il est également utilisé par plusieurs bibliothèques universitaires aux États-Unis et dans le monde. En France, elle est utilisée notamment par la bibliothèque de l'Institut national d'histoire de l'art (INHA), la bibliothèque Gernet-Glotz, la bibliothèque du musée de l'Homme, la bibliothèque de la MISHA (Maison Interuniversitaire des Sciences de l'Homme-Alsace), ainsi que par le SCD de l'Université Toulouse 1 Capitole.

## Organisation
La LCC est organisée en classes, identifiées chacune par une lettre.
Chaque catégorie peut être précisée par une ou deux lettres supplémentaires, puis par une série de chiffres. Par exemple :
- C : Sciences auxiliaires de l'histoire
  - CJ : Numismatique
    - CJ 1-4625 : Pièces de monnaie

L'ensemble lettre(s)-chiffres forme un indice, et correspond à un sujet précis.

### Les classes de la LCC
- A : Généralités
- B : Philosophie. Psychologie. Religion
- C : Sciences auxiliaires de l'histoire
- D : Histoire du monde et histoire de l'Europe, l'Asie, l'Afrique, l'Australie, la Nouvelle-Zélande, etc.
- E : Histoire des Amériques (généralités et États-Unis)
- F : Histoire des Amériques (autres pays d'Amérique)
- G : Géographie. Anthropologie. Loisir
- H : Sciences sociales
- J : Sciences politiques
- K : Droit
- L : Éducation
- M : Musique et livres sur la musique
- N : Beaux-Arts
- P : Langage et littérature
- Q : Sciences
- R : Médecine
- S : Agriculture
- T : Technologie
- U : Science militaire
- V : Science navale
- Z : Bibliographie. Bibliothéconomie. Ressources d'information

Les lettres I, O, W, X et Y ne sont pas utilisées.

## Histoire
Le système de classement de la bibliothèque du Congrès a été créé pour répondre à un besoin criant d’ordre logique lors de la réorganisation de celle-ci, ce qui la distingue du système de classement Dewey : plutôt que de baser ses différentes sections sur la théorie, le système a été conçu pour classer une collection spécifique qui contient quelques millions d’ouvrages. Thomas Jefferson, qui a fondé la bibliothèque en 1800, était d’avis que la bibliothèque du Congrès américain se doit de posséder des ouvrages sur tous les grands domaines du savoir, car ils ont tous le potentiel d’être importants dans le processus législatif des États-Unis. C’est cette philosophie qui motive encore aujourd’hui l’énorme collection de 85 millions de documents dans plus de 450 langues.

La classification (souvent appelée LCC) divise les connaissances en vingt groupes distincts, qui ont été établis en s’inspirant du système de classification détaillé de Charles Cutter, un bibliothécaire américain notoire qui fut directeur de la bibliothèque Forbes à Northampton. Son système était considéré trop complexe par plusieurs de ses pairs, mais avait de bonnes fondations qui ont inspiré les bases du système de la bibliothèque du Congrès, notamment dans la division des sujets. 

C’est Herbert Putnam qui enclenche la mise en place d’une classification révisée à la bibliothèque du Congrès en 1901. Le président Robert McKinley le nomme directeur en chef de la bibliothèque du congrès en 1899, alors qu’il est bibliothécaire à la bibliothèque publique de Boston. Il occupe ce poste jusqu’en 1939. L’une des distinctions de ce système est le regroupement qui se fait généralement par pays plutôt que par sous-classes. La terminologie de ces sous-divisions ne subit pas de contraintes terminologiques, ce qui indique à la fois une plus grande possibilité de catégories et incidemment, plus de possibilités de spécificité. Plutôt que d’utiliser des décimales, comme le fait le système Dewey, le classement de la bibliothèque du Congrès nomme les différentes sections avec une combinaison de lettres et de chiffres. Ces caractéristiques expliquent pourquoi la majorité des bibliothèques universitaires, gouvernementales et spécialisées choisissent ce système de classement : ce type d’institutions possèdent généralement une énorme collection de documents qu’elles doivent classer efficacement, ce que permet ce genre d’attention au détail. 

### Première période d'expansion des collections et organisation de la Bibliothèque du Congrès (1801-1861)
À la suite de la guerre de Sécession aux États-Unis, le pays a ressenti le besoin de bâtir un héritage commun afin de conserver et diffuser son histoire ainsi que de rendre accessible des documents légaux pour le système politique maintenant unifié. Le puissant patriotisme circulant durant cette époque permet le développement de collections de sources historiques premières. Traités, lois, journaux législatifs et correspondances politiques pouvaient être trouvés dans la collection. Lors des débuts de la bibliothèque, les documents recueillis étaient concentrés sur les archives du Congrès. Le premier changement intervenu à ce niveau fut l’acquisition de la collection de livres de Thomas Jefferson en 1815. C’est en 1836 que le secrétaire de la défense a manifesté l’intérêt de la bibliothèque du Congrès de mettre à la disposition des citoyens une collection qui comprend également des ouvrages sur tous les sujets, afin de faciliter l’éducation et de faire compétition à l’Europe en accès à l’Information. 
À partir de l’inclusion des livres du président Thomas Jefferson à la collection de la bibliothèque du Congrès, le système de classement personnel de ce dernier fut mis en usage dans l’institution. La division de ceux-ci était faite en trois grandes catégories : histoire, philosophie et beaux-arts. Ce système fut utilisé jusqu’en 1861, moment où la bibliothèque décida d’analyser la possibilité de changement de système de classement. Au moment du changement, la collection comptait 79 214 ouvrages.

### Deuxième période d'expansion des collections et organisation de la Bibliothèque du Congrès (1861-1949)
En réponse à l’évolution et l’expansion constantes de la collection de la bibliothèque du Congrès, la direction a voulu changer de système de classification afin de mieux organiser les documents. La guerre civile a grandement fait évoluer le traitement du concept d’Histoire et de ses textes : le nouveau point de vue présente une discipline qui étudie et enregistre l’évolution sociale. C’est ce changement de perspective qui a mené, entre autres, à l’établissement de départements d’histoire et de sciences politiques dans les universités américaines et à la création de diverses associations d’histoire américaine. Cette perspective a entrainé, par le fait même, une demande du Congrès que tous les gouverneurs fassent don de leurs archives à la bibliothèque, élargissant grandement la collection.

En 1892, la bibliothèque fut ouverte au public. Au même moment avait lieu des débats sur la meilleure stratégie pour effectuer la réorganisation imminente. La collection de l’époque était estimée à un million de documents. Herbert Putnam et Melvil Dewey ont milité conjointement pour un système de classification moderne qui pourrait rendre la bibliothèque mieux organisée et plus efficace. Lors de la réflexion, le système Dewey fut écarté, car il n’était pas en mesure d’accommoder les besoins de la bibliothèque. Le système Schema, de l’Université de Halle fut aussi considéré puis mis de côté, puisqu’il est trop axé sur la pensée philosophique allemande.
La décision a finalement été de se concentrer sur le système de classification Cutter et de le modifier pour répondre aux exigences de la bibliothèque. Celui-ci disposait déjà de catégories distinctes pour les sciences, les mathématiques et le droit. Les modifications apportées (jusqu’en 1904) ont ajouté une distinction entre philosophie et religion. La création de doubles et triples lettres pour les sous-catégories a révolutionné le fonctionnement de ce système, permettant de plus nettes distinctions entre les sous-sections de sujets. L’une des premières modifications apportées fut d’ajouter une catégorie pour les bibliographies et sciences de l’information (classe Z), en 1898.
Évidemment, les premières classes à être publiées, en 1910, étaient celles avec les plus imposantes collections : histoire et géographie, sciences politiques, sciences navales et militaires. Cette vision inclusive reflète non seulement l’opinion d’Herbert Putnam qui favorise une bibliothèque du Congrès fonctionnant comme un centre d’information sur tout ce qui a trait aux États-Unis, mais aussi la philosophie de la bibliothèque qui reconnait l’importance de l’histoire pour la compréhension de problèmes contemporains et de développements politiques, sociaux et économiques.
Bien que le système LCC ait été conçu à partir de plusieurs autres, il est maintenant un système de classification complet et efficace. Le système de classification de la bibliothèque du Congrès a été créé sur mesure pour les besoins de classement de cette collection et contient donc des catégories distinctes et faciles à chercher. Le caractère encyclopédique du système est apprécié et reconnu. Même s’il a été développé spécifiquement pour la bibliothèque du Congrès et n’a jamais tenté d’être implanté ailleurs, il est pourtant devenu le système de classification favorisé par les institutions gouvernementales et universitaires à cause du détail de sa classification.